# National-Report
National-Report é uma popular lista musical de singles emitido semanalmente pela Top 100 National, que estabelece a classificação das músicas na Colômbia.
O Top 100 Colombiano combina ambos vendas via download digital e rádio classificações da Colômbia do National Report. A lista de airplay da Colômbia, é o resultado do acompanhamento de representantes de estações de rádio de mais de uma centena de reggaeton, pop, música adulto contemporâneo, os top 40.1 2 gêneros e como têm feito cada vez que uma nova lista entra em funcionamento, relatório nacional compilado inéditos "prova" antes de fazer sua estreia. A versão online da lista, também contém ícones de bandeiras Colombianas juntamente com os artistas desta nacionalidade.